# Neon (Zeitschrift)

Ehemaliges Logo

Neon (Eigenschreibweise: NEON) war eine Zeitschrift für junge Erwachsene, die von 2003 bis 2018 bei Gruner + Jahr als Ableger der Zeitschrift Stern erschien.

## Geschichte
Neon erschien erstmals am 23. Juni 2003 als Testausgabe. Sie wurde von Timm Klotzek, Michael Ebert und Mirko Borsche entwickelt, die zuvor die 2002 eingestellte Beilage Jetzt der Süddeutschen Zeitung geleitet hatten. Ab dem 17. November 2003 erschien die Zeitschrift elfmal jährlich. Ihre Zielgruppe waren Menschen zwischen 20 und 35 Jahren, die in Großstädten wohnten und über eine hohe Bildung verfügten.
2006 wurde die Erscheinungsfrequenz auf monatlich erhöht. Ab April 2009 erschien mit Nido eine weitere von der Neon-Redaktion erstellte Zeitschrift. Im März 2012 wurde eine französische Ausgabe der Zeitschrift gestartet. 2014 wurde der Redaktionssitz von München nach Hamburg verlegt.
Im April 2018 gab Gruner + Jahr bekannt, dass die Printversion der Zeitschrift zum 18. Juni 2018 eingestellt wird. Danach erschien sie nur noch als Online-Publikation unter dem Dach von Stern.de. Die Einstellung wurde mit der zuletzt massiv gesunkenen Auflage begründet. Am 31. Dezember 2019 wurde auch die digitale Ausgabe eingestellt.

## Chefredakteure
- 2003–2011: Timm Klotzek und Michael Ebert
- 2011–2012: Michael Ebert
- 2012–2013: Patrick Bauer und Vera Schroeder
- 2014–2015: Oliver Stolle
- 2015–2016: Nicole Zepter
- 2016–2018: Ruth Fend

## Auflage
Die verkaufte Auflage stieg zunächst von 118.628 Exemplaren im vierten Quartal 2004 auf 254.807 Exemplare im dritten Quartal 2011 und sank anschließend auf 64.415 Exemplare im ersten Quartal 2018.
| 1998 | 1999 | 2000 | 2001 | 2002 | 2003 | 2004   | 2005   | 2006   | 2007   | 2008   | 2009   | 2010   | 2011   | 2012   | 2013   | 2014   | 2015   | 2016  | 2017  | 2018 | 2019 | 2020 | 2021 | 2022 | 2023 | 2024 |
| ---- | ---- | ---- | ---- | ---- | ---- | ------ | ------ | ------ | ------ | ------ | ------ | ------ | ------ | ------ | ------ | ------ | ------ | ----- | ----- | ---- | ---- | ---- | ---- | ---- | ---- | ---- |
|      |      |      |      |      |      | 118628 | 166628 | 174209 | 205517 | 213087 | 235020 | 225108 | 227708 | 199227 | 190634 | 147392 | 120174 | 87533 | 60977 |      |      |      |      |      |      |      |

| 1998 | 1999 | 2000 | 2001 | 2002 | 2003 | 2004  | 2005  | 2006  | 2007  | 2008  | 2009  | 2010  | 2011  | 2012  | 2013  | 2014  | 2015  | 2016  | 2017  | 2018 | 2019 | 2020 | 2021 | 2022 | 2023 | 2024 |
| ---- | ---- | ---- | ---- | ---- | ---- | ----- | ----- | ----- | ----- | ----- | ----- | ----- | ----- | ----- | ----- | ----- | ----- | ----- | ----- | ---- | ---- | ---- | ---- | ---- | ---- | ---- |
|      |      |      |      |      |      | 11716 | 24388 | 35701 | 45599 | 50598 | 54342 | 55658 | 56244 | 55295 | 51722 | 47038 | 40993 | 33055 | 25105 |      |      |      |      |      |      |      |

## Auszeichnungen
Neon erhielt im Jahr 2006 den Preis als „Lead-Magazin des Jahres 2006“ der LeadAcademy für Mediendesign und Medienmarketing e. V.
Der Art Directors Club für Deutschland (ADC) zeichnete die Zeitschrift bereits mehrmals aus:
- 2007 Auszeichnung für die Neon „Imagekampagne“: „Die Kampagne dramatisiert, indem sie banale Alltagstexte in ungewöhnliche Gedankenspiele münden lässt.“[16]
- 2008 „Bronze-Nagel“ für den Beitrag „Der Mond“ in Neon 10/2007[17]

- 2008 Auszeichnung für den Beitrag „Monochrom“, erschienen in Neon 5/2007[17]
- 2011 Auszeichnung für die Ausgabe „XXL-Ausgabe – Was bin ich wirklich wert?“
- 2012 Auszeichnung für den Beitrag „Welche Stadt passt zu mir?“
- 2014 Auszeichnung für den Beitrag „Mehr als eine Zahl“
- 2014 Auszeichnung für den Beitrag „Warum muss er leiden und ich nicht?“

Im März 2009 wurde Neon für die Reportage „Die lange weiße Linie“ von Autor Roland Schulz und Fotograf Luca Zanetti mit dem Hansel-Mieth-Preis 2009 ausgezeichnet.

## Neon-Recherchestipendium
Im Jahr 2008 förderte Neon einmalig investigative Arbeit mit einem Recherchestipendium für junge Journalisten unter 40 Jahren. Prämiert wurden „Exposés für Themen oder konkrete Geschichten, die noch nicht recherchiert und geschrieben sind und die ohne finanzielle Unterstützung oftmals nicht realisiert werden können.“ In der Jury saßen die beiden Neon-Chefredakteure Timm Klotzek und Michael Ebert sowie die Neon-Herausgeber Thomas Osterkorn und Andreas Petzold.
Die fünf besten Ideen wurden mit jeweils 10.000 Euro gefördert. Die geförderten Journalisten boten ihre Recherche-Ergebnisse zunächst exklusiv Neon an.

## Gefälschte Interviews
Im März 2010 sorgte das Bekanntwerden gefälschter Interviews für Aufsehen, die vom Redakteur Ingo Mocek veröffentlicht wurden. Nach einer Beschwerde des Managements von Beyoncé stellte sich heraus, dass dieser einige Interviews entweder ganz gefälscht oder aus Aussagen aus anderen Interviews zusammengefügt hatte. Dabei handelte es sich unter anderem um Interviews mit Slash, Christina Aguilera, Snoop Dogg oder Jay-Z. Neon beendete daraufhin die Zusammenarbeit mit Mocek.